# Спасское (Курганская область)
Спасское — деревня в Шатровском районе Курганской области. Входит в состав Самохваловского сельсовета.
Расположено примерно в 6 км к юго-востоку от села Самохвалово.

## История
До 1917 года в составе Саломатовской волости Ялуторовского уезда Тобольской губернии. По данным на 1926 год село Спасское состояло из 78 хозяйств. В административном отношении являлось центром Спасского сельсовета Шатровского района Тюменского округа Уральской области.

## Население
| 1989 | 2002 | 2010 |
| ---- | ---- | ---- |
| 70   | ↘58  | ↘24  |

По данным переписи 1926 года в селе проживало 404 человека (186 мужчин и 218 женщин), в том числе: русские составляли 100 % населения.